# Base Luna
Base luna è un programma televisivo comico di Marco Giusti andato in onda nel 2011 in seconda serata su Rai 2.

## Ambientazioni
Il programma è ambientato in un bar. Padrone di casa è il rapper G-Max che ha come "aiutanti" un vecchio computer della Rai e una svogliata cameriera interpretata da Giorgia Vecchini.

## Composizione del programma
Il programma è composto da tantissimi sketch: dalle fiction di successo alla nuova comicità casalinga che si vede su Internet.

## Il cast
Oltre a G-Max, nel cast troviamo Andrea Perroni, Cosimo Messeri, Andrea Piazza, Riccardo Riande, Angela Favella, Francesca Reggiani, Giorgia Vecchini, Nicola Di Gioia, Pio e Amedeo, Francesco Zardo, Paolo Ruffini e Lillo Petrolo.